# Karisoprodol
Karisoprodol je centralno delujući skeletalni miorelaksant. On je u maloj meri rastvoran u vodi i slobodno je rastvoran u alkoholu, hloroformu i acetonu. Rasvorljivost ovog leka je praktično nezavisna od pH vrednosti. Karisoprodoli proizvodi i prodaje u SAD preduzeće Meda Pharmaceuticals pod imenom Soma, a i UK i drugim zemljama pod imenima Sanoma i Carisoma. Lek je dostupan pojedinačno ili u smeši sa aspirinom, a u jednom preparatu sa kodeinom i kofeinom.

## Hemija
Karisoprodol je estar karbaminske kiseline. On je racemiska smeša dva stereoizomera.
Karisoprodol se može sintetisati reakcijom 2-metil-2-propilpropan-1,3-diola sa 1 molarnim ekvivalentom fosgena, čime se formira hloroformat, iz koga se karbamat formira reakcijom sa izopropilaminom. Daljom reakcijom sa bilo uretanom ili natrijim cijanatom nastaje karisoprodol.

## Spoljašnje veze
- [http://www.rxlist.com/soma-drug-patient.htm
- „SOMA  250 mg (carisoprodol) for Painful Musculoskeletal Conditions”. Meda Pharmaceuticals Inc. Приступљено 22. 6. 2010.

|  | Molimo Vas, obratite pažnju na važno upozorenje u vezi sa temama iz oblasti medicine (zdravlja). |